# Me and the Bees
Me and the Bees és un grup català de música creat per Esther Margarit (guitarra i veu) i Eli Molina (guitarra i cors), que pren el seu nom d'una cançó de The Softies. Més endavant es va unir al grup Verónica Alonso (bateria) i Carlos Leoz (guitarra i cors). Amb influències de bandes com The Go-Betweens, Guided by Voices i Pavement. De cara al segon disc va marxar del grup Eli Molina i es va incorporar (a l'enregistrament del disc) Guillem Caballero (ex Surfing Sirles).

## Discografia
- Menos mal (2017) La Castanya
- Mundo fatal (2014)
- Fuerza bien (2010) La Castanya[1]